# 幡谷明
幡谷 明（はたや あきら、1928年7月14日 - 2021年11月26日）は、日本の仏教学者。専門は真宗学。大谷大学名誉教授。

## 略歴
島根県浜田市顕正寺に生まれる。1951年大谷大学文学部真宗学科卒業。1954年同研究科修了。1962年大谷大学短期大学部専任講師、1964年同助教授、1978年同教授。1994年退任、名誉教授。1992年「浄土教における菩薩道の研究」で文学博士（大谷大学）。

## 著書
- 『浄土論註』東本願寺出版部 1980
- 『曇鸞教学の研究 親鸞教学の思想的基盤』同朋舎出版 1989
- 『曇鸞教学の研究 親鸞教学の思想的基盤 資料編 (浄土論註上下二巻対照表) 編 同朋舎出版 1989
- 『浄土三経往生文類試解』真宗大谷派宗務所出版部 1992
- 『親鸞における一乗と大乗 弘願の一乗と大乗の至極』幡谷明先生古稀を祝う会 2000
- 『大乗至極の真宗 無住処涅槃と還相回向』幡谷明先生傘寿を祝う会 2010 増補.方丈堂出版 2013

### 共編著
- 『親鸞聖人と真宗』千葉乗隆共編　吉川弘文館 日本仏教宗史論集　1985
- 『浄土仏教の思想』[注釈 1]第15巻 鈴木大拙・曽我量深・金子大栄、講談社、1993年。 - 「金子大栄」を担当。「鈴木大拙」については坂東性純、「曽我量深」については伊東慧明が著者。